# Carrascalino (Barbadillo)
Carrascalino es una entidad de población española, hoy día despoblada, del municipio de Barbadillo, perteneciente a la provincia de Salamanca, en la comunidad autónoma de Castilla y León.

## Toponimia
El lugar puede encontrarse referido con los nombres Carrascalino y Carrascal de San Benito.

## Historia
Hacia mediados del siglo XIX, el lugar, una alquería ya por entonces perteneciente al municipio de Barbadillo, tenía contabilizada una población de 4 habitantes. Aparece descrito en el quinto volumen del Diccionario geográfico-estadístico-histórico de España y sus posesiones de Ultramar de Pascual Madoz con las siguientes palabras:

CARRASCALINO ó CARRASCAL DE SAN BENITO: alq. agregada al ayunt. de Barbadillo, y á la parr. de San Julian de la Valmuza, en la prov., part. jud. y dióc. de Salamanca (2 leg.): sit. inmediata al r. Valmuza; tiene 2 casas. Confina N. con Valverde; E. Otero de Vaciadores; S. Continos, y O. San Benito: se estiende 1/2 cuarto leg. de N. á S., tres tiros de bala de E. á O., y cuarto y medio escaso de circunferencia. Comprende 500 fan., de las cuales 420 son de prados y monte, y 80 de labor, que se labran á tres hojas, tituladas de las Eras y del camino de la Fuente. prod.: trigo y otros granos, legumbres, pastos y ganados. pobl.: 1 vec., 4 alm. cap. terr. prod.: 59,000 rs. imp.: 2,950 rs.
(Madoz, 1846, p. 611)

En 2023, la entidad singular de población de Carrascalino tenía empadronados 0 habitantes.